# Piedra de Dunnichen
La piedra de Dunnichen es una piedra picta de clase I que fue descubierta en 1811 en Dunnichen, Angus (Escocia). Probablemente data del siglo VII. Se desconoce la ubicación exacta en la que se encontró la piedra, pero se cree que fue en un campo de East Main of Dunnichen, en la ladera SE de Dunnichen Hill, con vistas a Dunnichen Moss. Actualmente está en exhibición en el Instituto Meffan en Forfar.

## Historia
Andrew Jervise relata que la piedra se encontró en un campo llamado Chashel o Castle Park, y que el sitio más tarde se convirtió en una cantera. Este nombre del lugar ya no existe. James Headrick registra que estaba en East Main of Dunnichen, y la ubicación fue asignada más tarde en 1966, en una cantera en desuso de esa granja. El descubrimiento fue descrito por Headrick:{{cita:... hace muchos años, se encontró trabajando con el arado una gran piedra plana, en la que se recorta una silueta grosera de la cabeza y los hombros de un guerrero armado.}}
Jervise, al notar la inexactitud de la descripción, lo identifica con confianza con la Piedra Dunnichen ya existente.

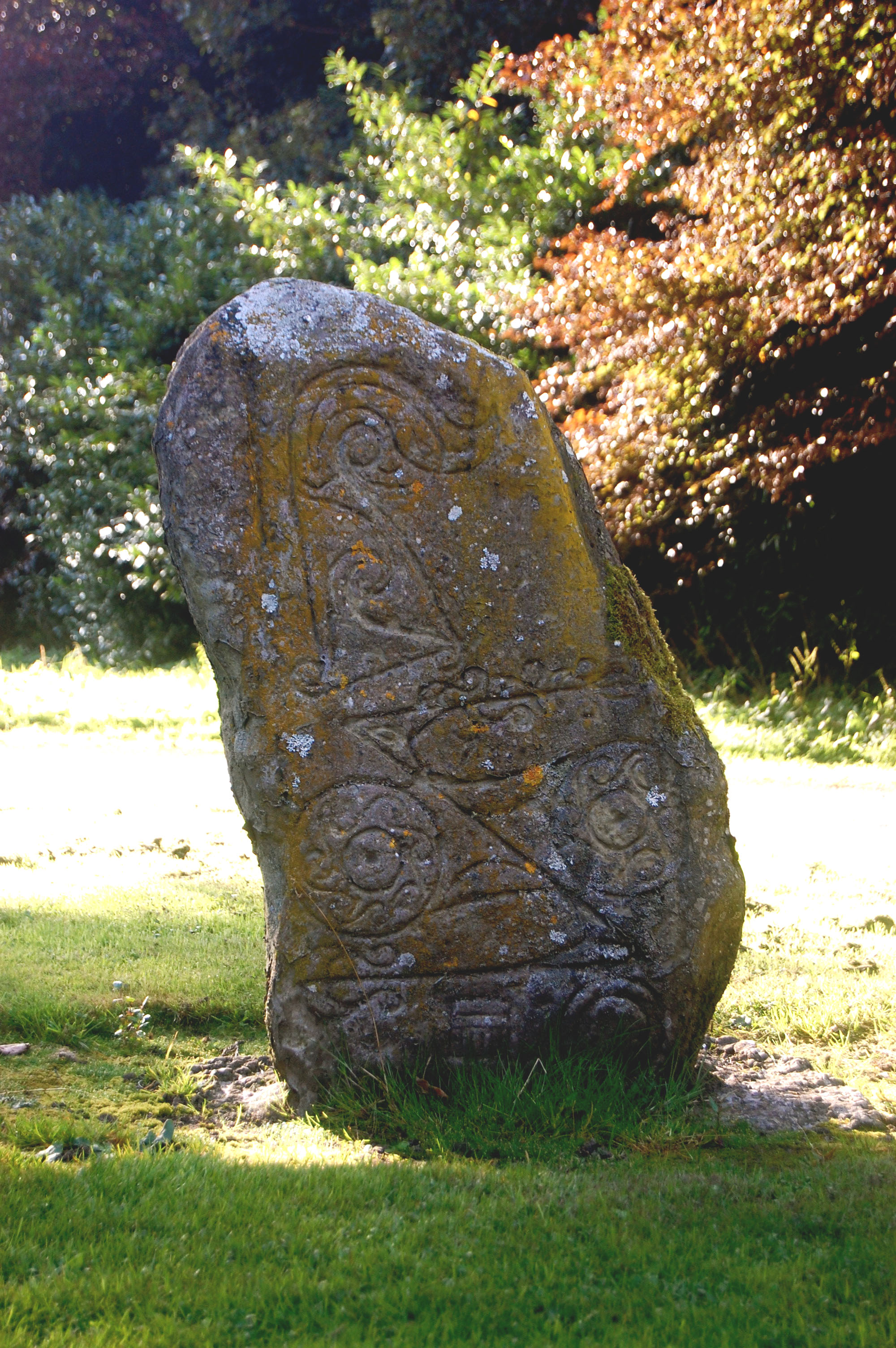
Réplica de la Piedra de Dunnichen en la iglesia de la población.

La piedra fue erigida inicialmente en la «Iglesia Kirkton» no identificada, ya sea en Dunnichen o en Letham, luego fue trasladada al jardín del ayuntamiento de Dunnichen. Fue reubicada en el Museo de St Vigeans en 1967, y luego en 1972, en el Museo Dundee (ahora las Galerías McManus). Actualmente está en préstamo a largo plazo en el Instituto Meffan en Forfar. Una réplica se encuentra en la Iglesia en Dunnichen.

## Descripción
La pieza es de piedra arenisca áspera, 1.5 metros de alto, 0.7 metros de ancho y 0.3 metros de espesor. Esta grabada con una cara con tres símbolos: una flor picta; un disco doble y una barilla en Z ; un espejo y un peine. Mientras que el disco doble y la varilla Z y los motivos de espejo y peine son bastante comunes y existen juntos en otros lugares y piedras  —por ejemplo, la Piedra de serpiente de Aberlemno—, la flor es relativamente rara.